# Jáuregui, Nuevo León
Jáuregui är en ort i Mexiko.   Den ligger i kommunen Allende och delstaten Nuevo León, i den centrala delen av landet, 700 km norr om huvudstaden Mexico City. Jáuregui ligger 379 meter över havet och antalet invånare är 439.
Terrängen runt Jáuregui är platt. Runt Jáuregui är det ganska glesbefolkat, med 32 invånare per kvadratkilometer. Närmaste större samhälle är Allende, 6,6 km väster om Jáuregui. Omgivningarna runt Jáuregui är en mosaik av jordbruksmark och naturlig växtlighet.